# マドリード・カルロス3世大学
マドリード・カルロス3世大学(スペイン語: Universidad Carlos III de Madrid)は、スペインの公立大学。マドリード・コンプルテンセ大学、マドリード自治大学、マドリード工科大学、フアン・カルロス王大学、アルカラ大学と並んで、マドリード州にある6つの公立大学のひとつである。
キャンパスはマドリード大都市圏のレガネス、コルメナレホ、ヘタフェに分散しており、マドリードのダウンタウンにはプエルタ・デ・トレード・キャンパスがある。名称はカルロス3世に由来する。

## 学部
カルロス3世大学は3つの学部からなる。
- 社会科学・法学部（Facultad de Ciencias Sociales y Jurídicas） – ヘタフェとコルメナレホにある。
- 人文科学・情報科学・通信工学部（Facultad de Humanidades, Comunicación y Documentación） – ヘタフェにある。
- 工学部（Escuela Politécnica Superior） – レガネスとコルメナレホにある。

## キャンパス

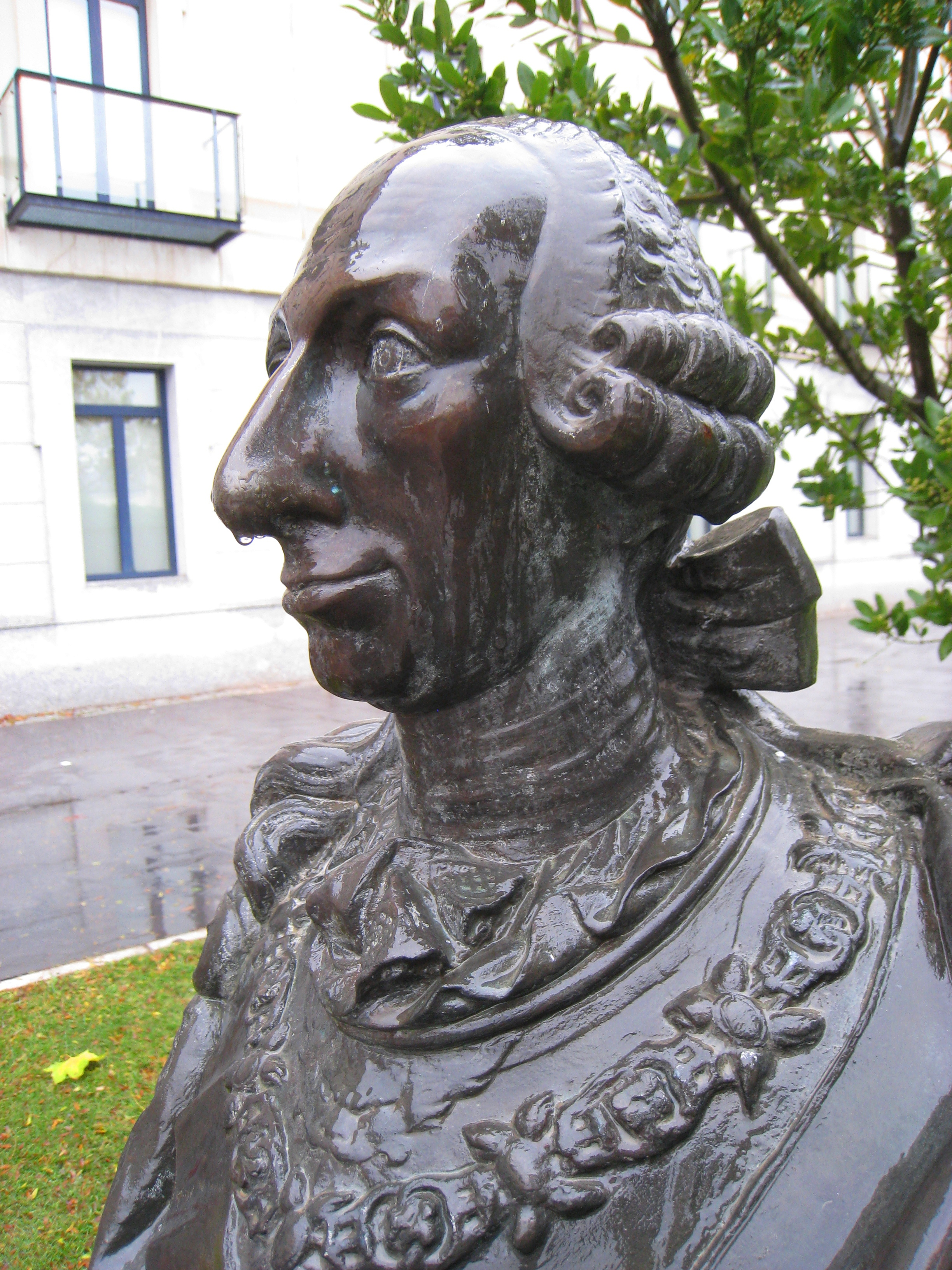
カルロス3世の胸像

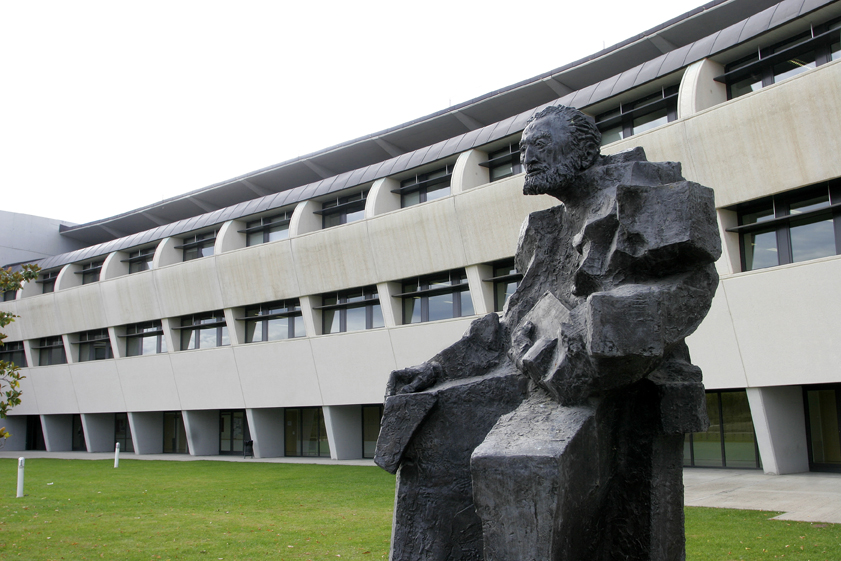
コルメナレホ・キャンパス

カルロス3世大学の3キャンパスはマドリード州ヘタフェ、レガネス、コルメナレホの3自治体に分散している。ヘタフェとレガネスはスペインの首都マドリードの南約10kmにあり、それぞれ17万人以上の人口を持つ。人口約7,000人のコルメナレホはマドリードの北西約35kmにある。すべてのキャンパスは自動車、バス、地下鉄、鉄道で容易にアクセスすることができ、キャンパスの建物は緑地に囲まれている。

### ヘタフェ・キャンパス
ヘタフェ・キャンパスはヘタフェの北部に位置し、カルロス3世大学でもっとも大きな校地を持つ。ヘタフェ・キャンパスには社会科学・法学部、人文科学・情報科学・通信工学部があり、フェルナンド・ラサロ・カレテル言語学センターがある。ふたつの図書館、コンピュータ室、視聴覚室、レコード・スタジオ、法廷室、スポーツセンターなどがある。ヘタフェ・キャンパスには21の建物がある。

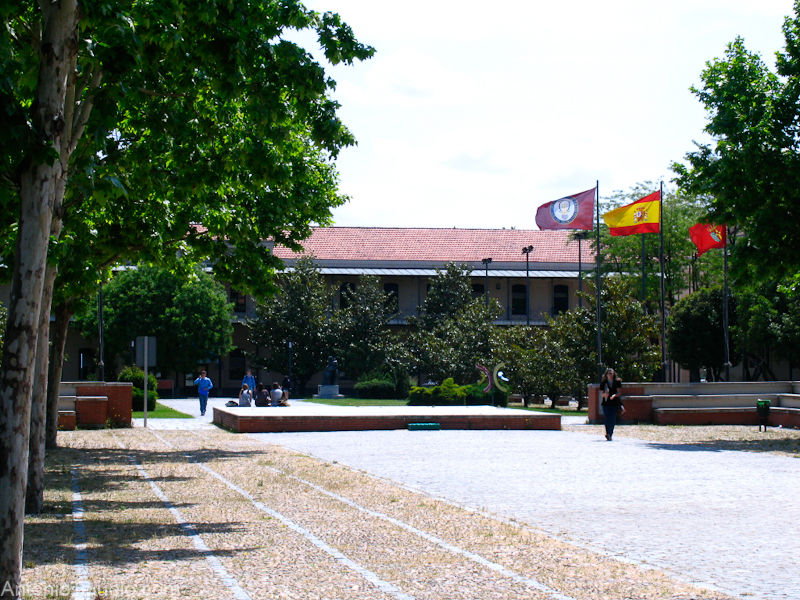
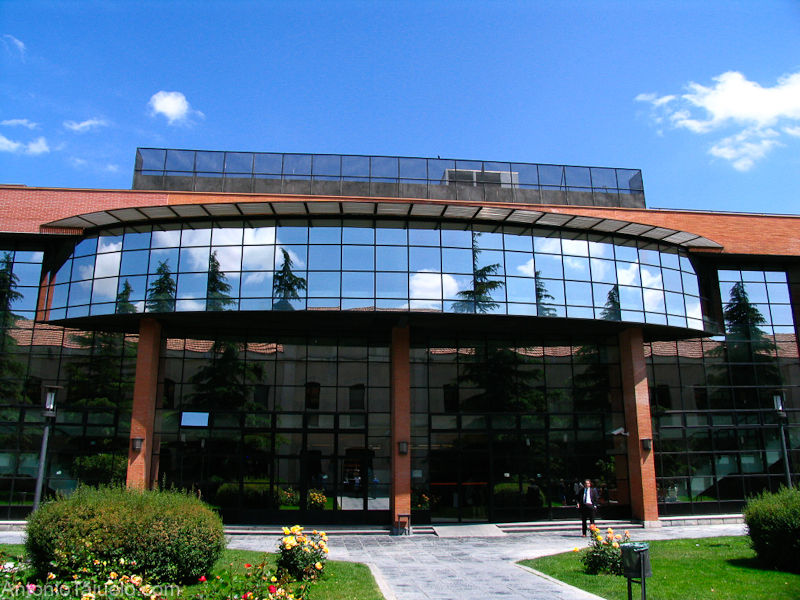
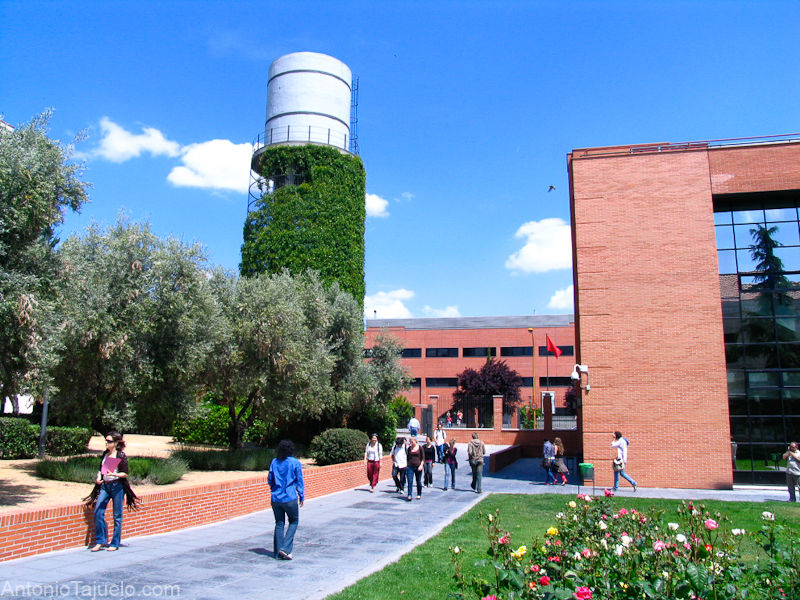
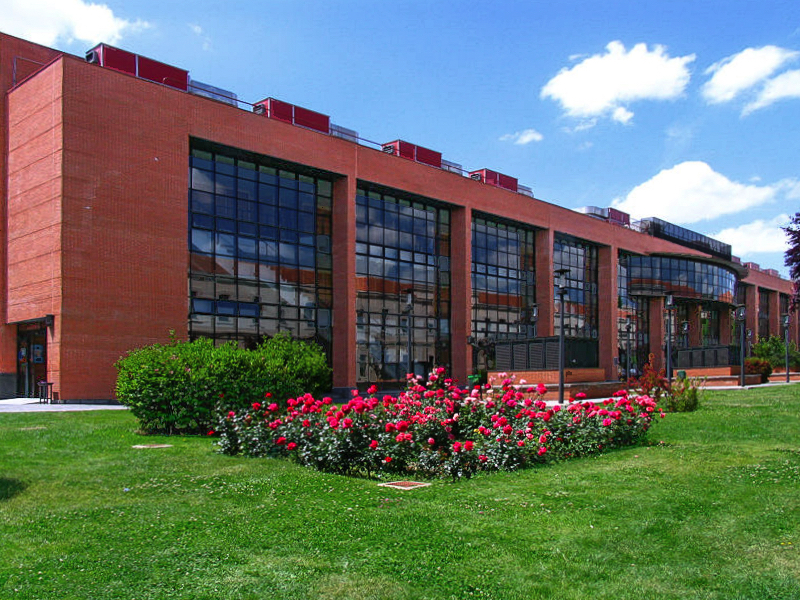
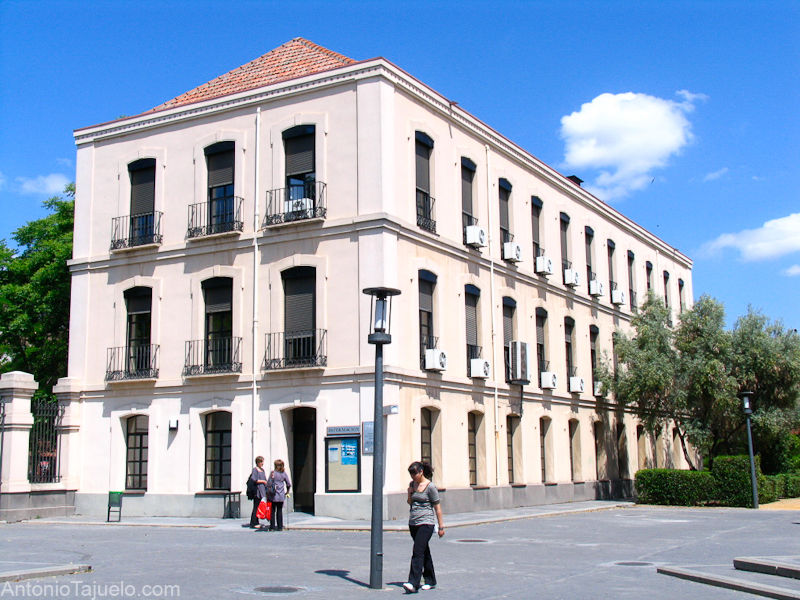
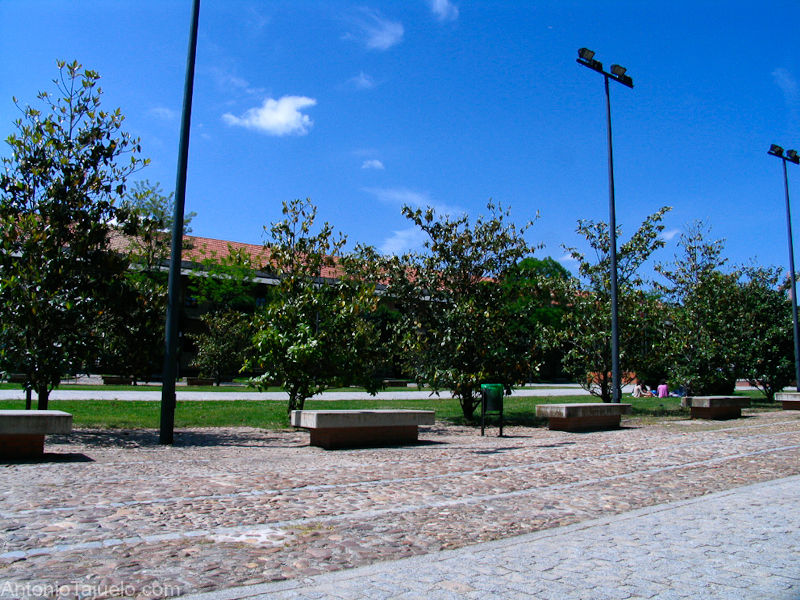
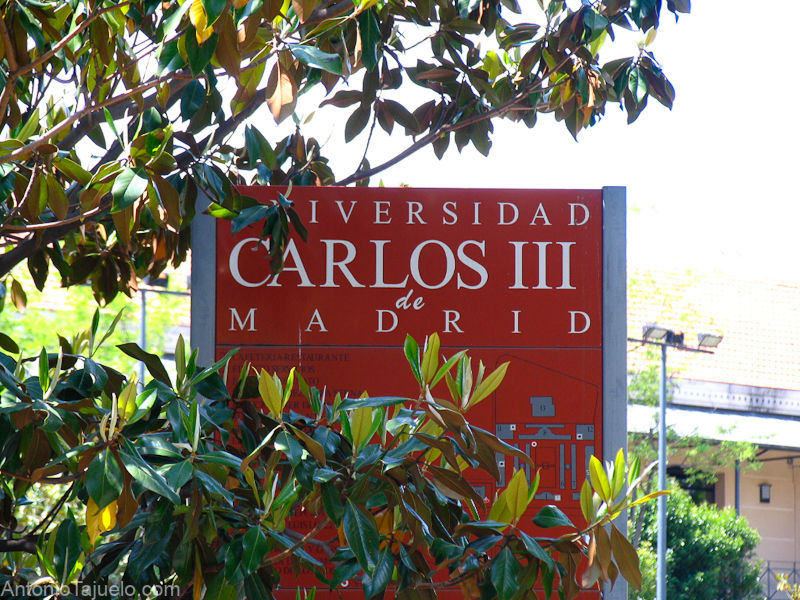

ギャラリー

### レガネス・キャンパス
マドリードの南にあるレガネスにはレガネス・キャンパスがあり、工学部がある。図書館、コンピュータ室、研究室、プールを備えるスポーツセンターがある。アントニオ・ソレール講堂は1,000人を収容し、オペラやコンサートなどに使用できる。レガネス・キャンパスには8の建物がある。
ギャラリー

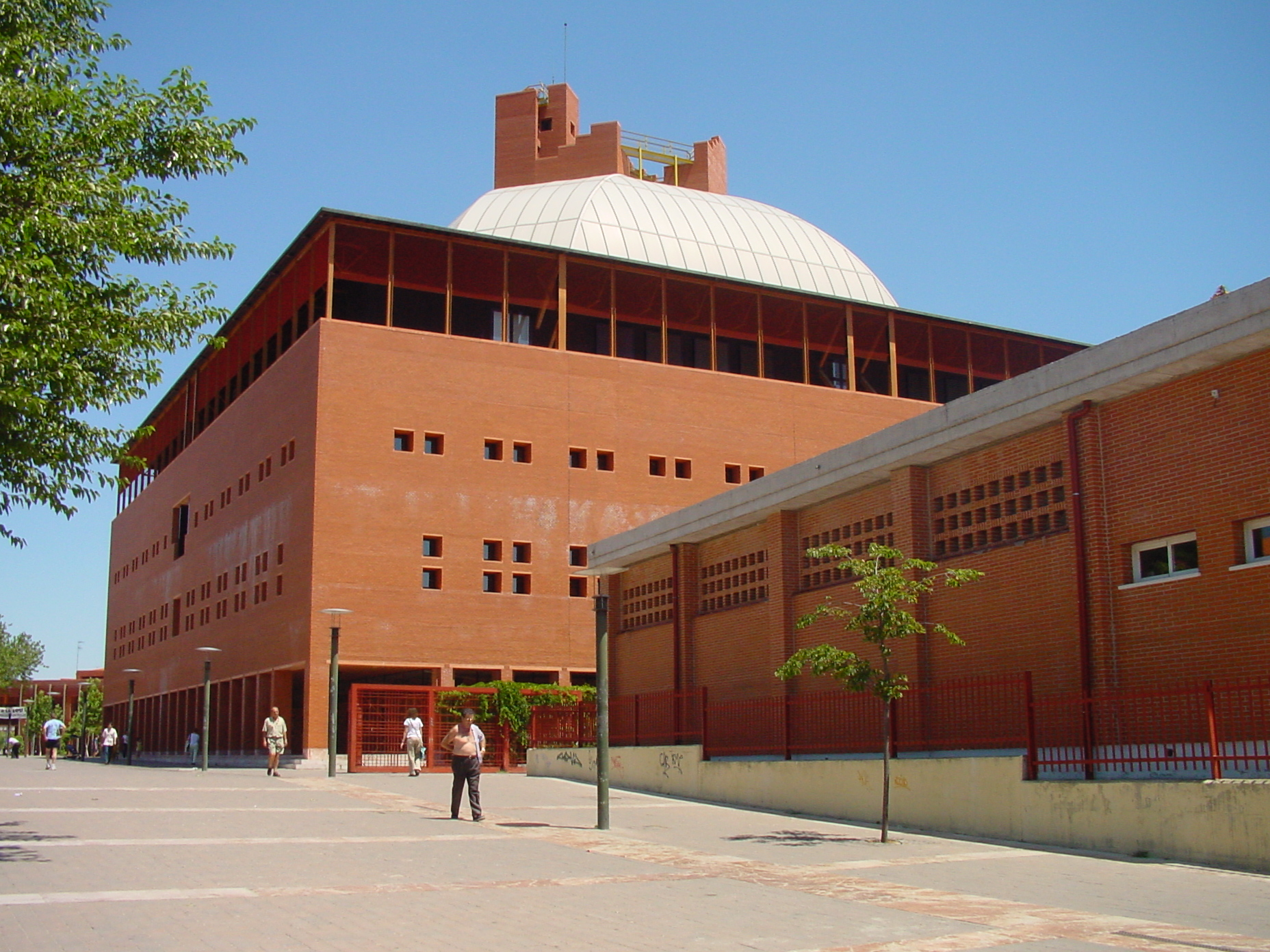
アントニオ・ソレール講堂
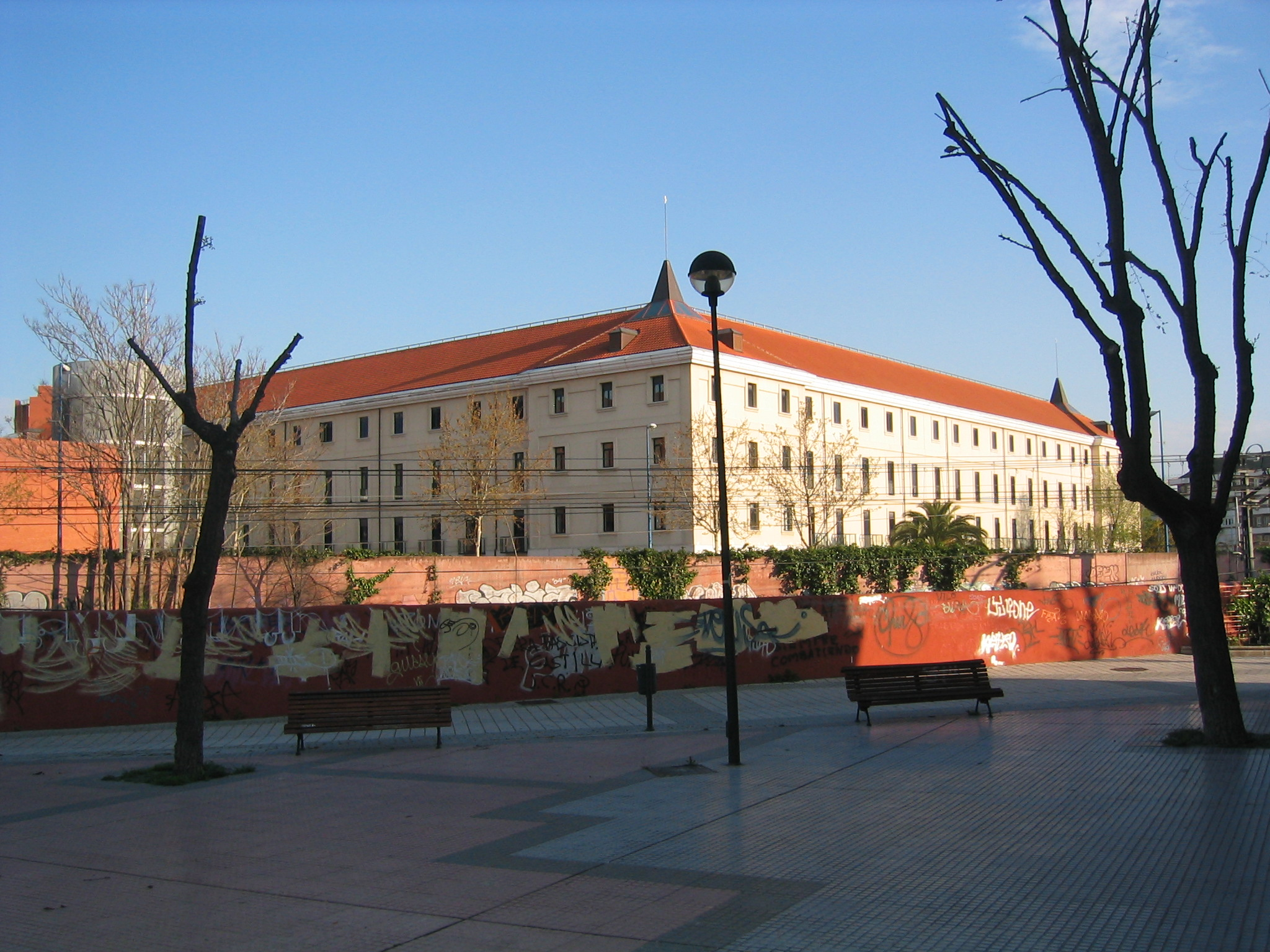
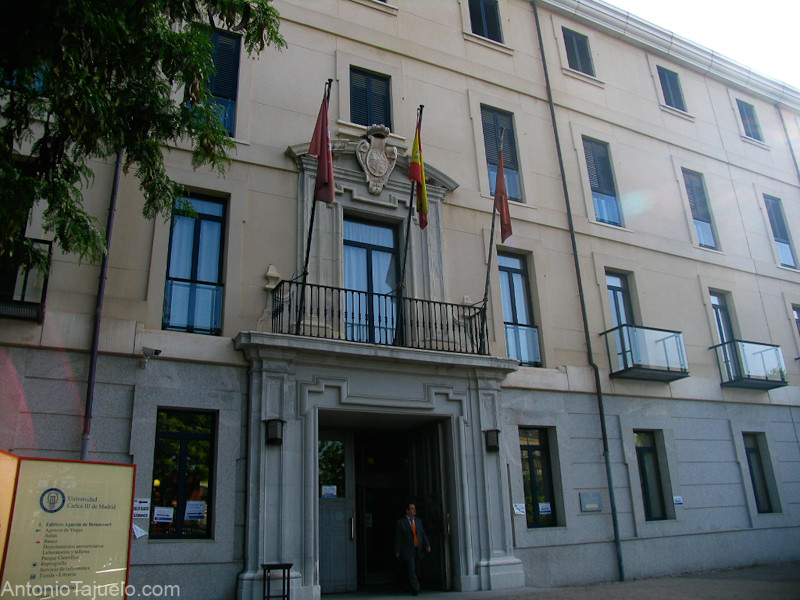
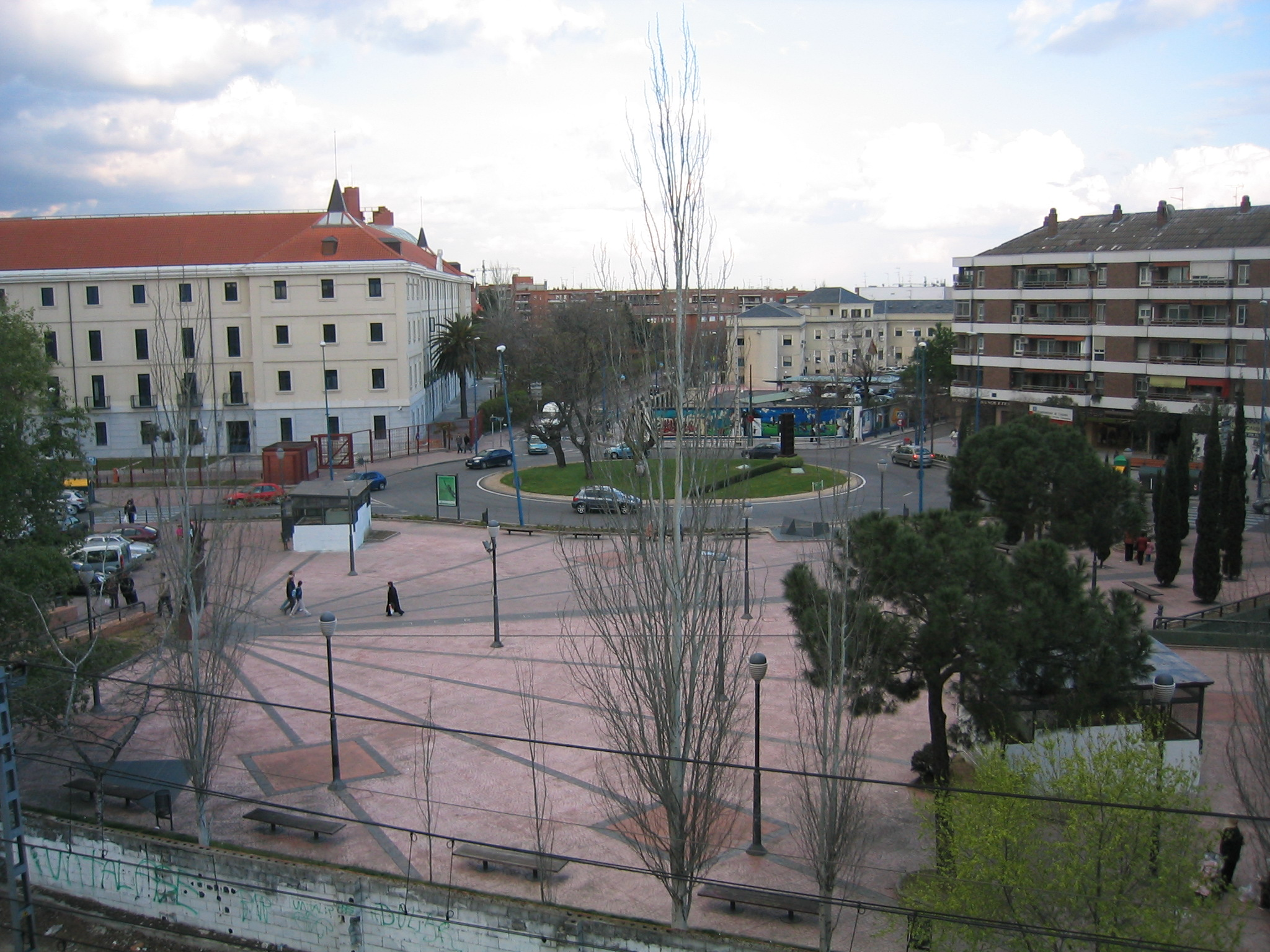
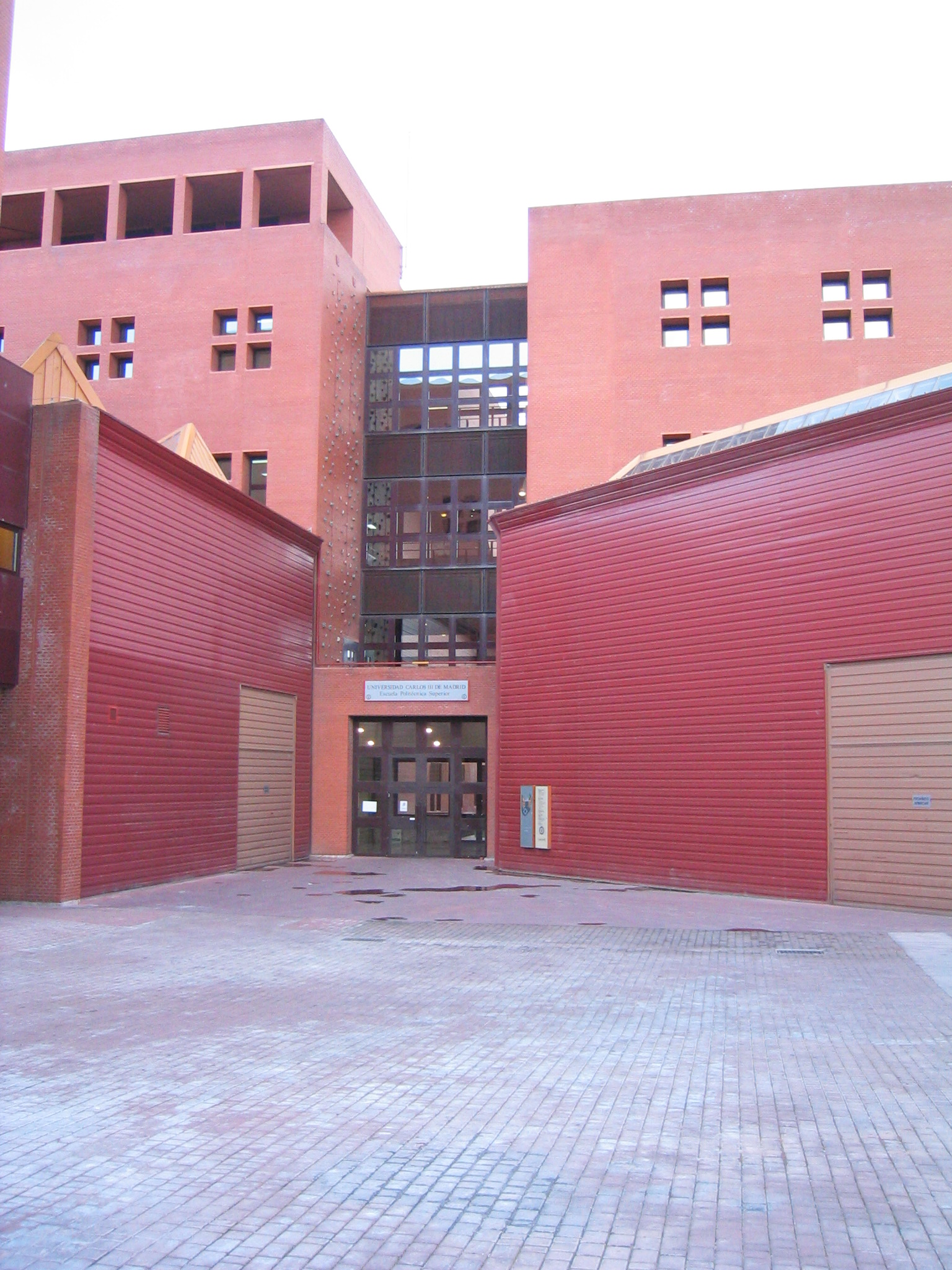

### コルメナレホ・キャンパス
マドリードの北西にあるコルメナレホにはコルメナレホ・キャンパスがあり、社会科学・法学部、人文科学部、工学部の3学部がある。図書館、研究室、雑誌図書室などがある。コルメナレホ・キャンパスには、ミゲル・デ・ウナムーノ棟とメネンデス・ピダル棟のふたつの建物がある。

## 大学ランキング
スペインの公立・私立大学が提供する学士号の中で、経営管理は第一級、経済学は第一級、法学は第二級に位置づけられる。それらの修士号(Master)と博士号(PhD)もまたスペインでトップに位置づけられている。経済学科は世界のトップ50に位置づけられ、計量経済学では世界のトップ10に位置づけられている。

## 教育
カルロス3世大学は欧州連合(EU)のボローニャ・プロセスに完全に適合したカリキュラムを提供している。学術的研究の質、国際的指導や平均的勉強量の多さで知られている。バイリンガル・ディグリーを提供しており、経済学・経営学・保険学・財政学・コンピュータ工学・工業工学・情報工学は英語とスペイン語の二言語で教えている。経済学と法学、経営学と法学ではジョイント・ディグリーを提供している。すべての学生は、英語、ドイツ語、フランス語、イタリア語などひとつの外国語を初歩的な滑らかさで話せることが必要とされる。

## 著名な卒業生
- カルロス・アヤラ・バルガス – 政治家。スペイン海賊党の創設者。
- パブロ・イグレシアス – 著作家・政治家。ポデモス党首。
- ヘマ・アモール・ペレス – 政治家・実業家。国民党(PP)所属。
- ミケル・アラーナ – 政治家。バスク統一左翼(EB-B)所属。
- ロベルト・ヒル・スアルス - メキシコの政治家。
- フェルナンド・ロレンソ - ウルグアイの経済学者・政治家。
- アルトゥーロ・アスコーラ – コンピュータ科学者・情報通信エンジニア。
- イシドロ・アギーリョ – 情報科学者。
- ハビエル・スアレス – 経済学者。
- カルロス・ムラス – 経済学者・教員。
- エミリオ・ギリン – ジャーナリスト・テレビ司会者。
- フランシスコ・ハビエル・ベラスケス - スペインの公務員。スペイン警察・治安警察長官（2008-2012）。
- マエタ・モランゴ - スイスのサッカー選手。
- ホセ・センドン - ベネズエラの写真家。